# 뉘스타드 조약

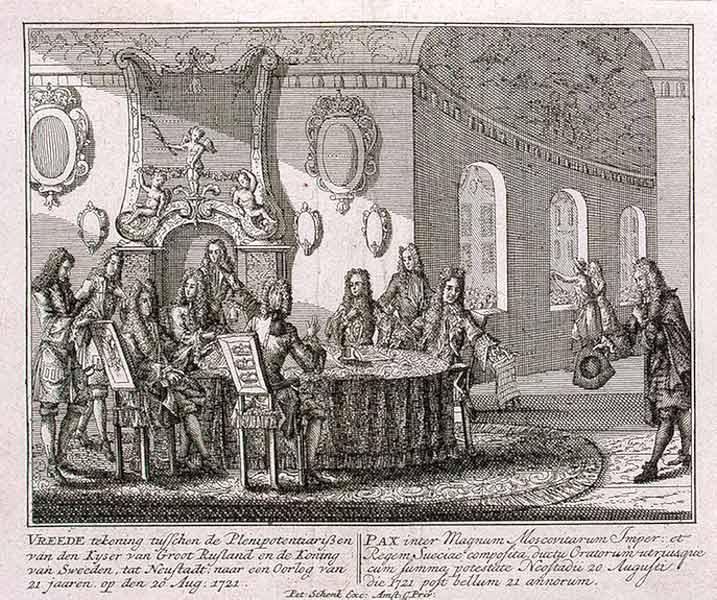
뉘스타드 조약 체결식

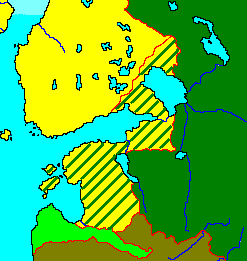
뉘스타드 조약 체결의 영향: 대북방 전쟁 이전의 스웨덴(노란색), 러시아(초록색). 빗금칠된 부분은 러시아가 획득한 영토이다.

뉘스타드 조약(러시아어: Ништадтский мир, 스웨덴어: Freden i Nystad)은 1721년 9월 10일(율리우스력으로는 8월 30일)에 스웨덴 뉘스타드(Nystad, 현재의 핀란드 우시카우풍키)에서 루스 차르국과 스웨덴 제국 사이에 체결된 평화 조약이다.
1700년부터 1721년까지 일어난 대북방 전쟁을 종식시킨 이 조약에 따라 러시아 차르국은 스웨덴 제국으로부터 에스토니아, 리보니아, 잉그리아, 카렐리야의 일부를 획득했다. 또한 루스 차르국은 스웨덴 제국에 200만 은 탈러(銀 Thaler)를 지불하는 대신에 러시아가 대북방 전쟁 기간 동안에 점령했던 핀란드를 스웨덴에 반환했다.
이 조약에 따라 루스 차르국은 발트해로 진출하는 계기를 마련했지만 스웨덴 제국은 30년 전쟁 이후에 지켜왔던 북유럽의 지배자로서의 지위를 상실하게 되었다. 스웨덴에게는 절대주의 체제가 붕괴되고 스웨덴의 자유 시대로 넘어가는 계기가 되었으며 러시아에게는 표트르 1세가 러시아의 위신을 강화하고 루스 차르국이 러시아 제국으로 격상되는 계기를 마련했다.